# DarkSky International
DarkSky International bis 2023 International Dark-Sky Association (IDA) ist eine internationale Organisation, die sich dem „Kampf“ gegen die Lichtverschmutzung widmet.

## International Dark-Sky Association
Die International Dark-Sky Association wurde 1988 in den USA gegründet als eine Vereinigung von Astronomen, deren Ziel eine geringere Lichtverschmutzung durch Verwendung von Beleuchtung mit weniger Abstrahlung himmelwärts – und damit dunklere Himmel – ist. Die IDA hat Partnerorganisationen in zahlreichen anderen Staaten, mit welchen sie enge Verbindungen pflegt. Die IDA führt sowohl Forschungsarbeiten als auch Kampagnen im Bereich der Lichtverschmutzung und ihrer Auswirkungen durch, so auch die National Dark-Sky Week.
Es ist die Dachorganisation für nationale Sektionen in 18 Staaten (2013, unter anderem China, Israel und Argentinien) und für Sektionen in den meisten Bundesstaaten der USA und hat Partnerorganisation für Vereinigungen mit denselben oder ähnlichen Zielen. 2023 wurde die Organisation in DarkSky International umbenannt.

### Nationale Sektionen

#### IDA Austria
Die Österreich-Sektion ist an der Kuffner-Sternwarte (Wien-Ottakring) ansässig.

#### Dark-Sky Switzerland
Dark-Sky Switzerland (DSS) existiert seit 1996 und hat über vierhundert Mitglieder (seit 2010). Am Anfang war DSS eine Fachgruppe der Schweizerischen Astronomischen Gesellschaft (SAG), als unabhängiger Verein wurde Dark-Sky Switzerland 2002 eine nationale Sektion der IDA und war bis 2017 Mitglied der Schweizerischen Lichtgesellschaft SLG, seit 2018 beim naturschutz.ch. 2019 hat der Bundesrat dem Verein das Verbandsbeschwerderecht im Umweltbereich erteilt. Als erster Sternenpark in der Schweiz soll der Naturpark Gantrisch Ende August 2019 offiziell als »Dark Sky Park« zertifiziert werden.

### Partner

#### Dark-Sky Deutschland
Die Fachgruppe Dark Sky ist aus der Vereinigung der Sternfreunde in Deutschland gebildet worden. Sie ist Partnerorganisation der IDA.

## Aktivitäten
Die Organisation engagiert sich in allen Aspekten von Forschung wie auch Recht zu Lichtschutz und in der Vermittlung des Wertes nächtlicher Dunkelheit an sich, sowohl als Notwendigkeit für die astronomische Forschung wie aus ökologischen Gründen als auch als allgemeines kulturelles Schutzgut.
Schon 2001 wurde Flagstaff als erste Lichtschutzgemeinde ausgewiesen, die Stadt hatte zum Schutz des örtlichen Großteleskops umfangreiche Schutzmaßnahmen getroffen. Im April 2007 ernannte die IDA das Natural Bridges National Monument in Utah in den USA zum ersten internationalen Lichtschutzgebiet, um den Park einerseits für seinen Himmel – einen der schwärzesten und reinsten der ganzen USA – auszuzeichnen als auch um das Engagement für die Bewahrung der natürlichen Dunkelheit in diesem Park zu honorieren. Inzwischen wurden fünf Schutzgebietklassen erarbeitet und es sind über 100 Gebiete von der IDA prämiert. Diese Prämierung muss jährlich validiert werden.
Übersicht: Liste der IDA International Dark Sky Places
Außerdem zeichnet die IDA diverse andere Aktivitäten zum Lichtschutz mit Preisen oder Prädikaten aus.
Die IDA teilt sich das Anliegen der Schutzgebiete und -maßnahmen sowohl mit den Sternwarten-Betreibern weltweit, wie mit der Dark Skies Advisory Group (DSAG) der Weltnaturschutzunion (IUCN).
2020 wurde erstmals mit Niue ein ganzer Staat zu einem Dark Sky-Gebiet erklärt.